# Gumercindo Rocha Dorea
Gumercindo Rocha Dorea (Ilhéus, 4 de agosto de 1924 — São Paulo, 21 de fevereiro de 2021) foi um editor, jornalista e escritor brasileiro. Foi o fundador das Edições GRD.
É considerado pela Science Fiction Encyclopedia como o editor mais importante na história da ficção científica no Brasil. Após a Biblioteca do Exército, foi o principal editor de obras sobre geopolítica e voltadas à segurança nacional no Brasil. Também fez publicações filosóficas e históricas, bem como referentes à Monarquia e ao Império do Brasil. Sobretudo publicou obras integralistas ou referentes ao Integralismo, do qual era adepto. Dedicou-se, especialmente, ao anticomunismo.
Como editor, Gumercindo ainda descobriu escritores importantes para a segunda metade do século XX, principalmente Rubem Fonseca, Nélida Piñon e Gerardo Melo Mourão.

## Biografia
Filho do cacauicultor e sindicalista Alcino da Costa Dorea e de Emérita da Rocha Dorea, compositora de sonetos e colaboradora esporádica em periódicos de Sergipe, sua terra-natal. Aos 8 anos, em 1933, entusiasmado com os desfiles públicos da Ação Integralista Brasileira (AIB) em Ilhéus, entrou como pliniano (ala infantil) na AIB, espontaneamente, embora o pai fosse maçom. Em 1934 se mudou, com a família, para a Cidade do Salvador, ali ingressando no Ginásio da Bahia, onde foi aluno do filólogo Herbert Parentes Fortes, um dos principais intelectuais e líderes da AIB. 
Em 1944, Gumercindo Rocha Dorea, que frequentara, na Bahia, o curso complementar de Direito, se mudou para o Rio de Janeiro. Na então Capital Federal, se formou em Direito no ano de 1948 pela Faculdade Católica de Direito do Rio de Janeiro, embora tenha desistido de advogar após o primeiro caso. A partir de meados da década de 1940, colaborou na imprensa, primeiro no jornal integralista Idade Nova, dirigido por Raimundo Padilha, e depois no jornal A Marcha, também integralista, que chegou a dirigir. Foi, ainda, redator do jornal Folha Carioca e militou ativamente, desde a década de 1940, no Partido de Representação Popular (PRP), que, sob a presidência de Plínio Salgado, combateu em prol dos ideais essencialmente cristãos do Integralismo entre os anos de 1945 e 1965.
Após a grande repercussão do I Congresso de Estudantes do PRP, realizado em Campinas (SP) em julho de 1948, foi constituída, no ano de 1952, a Confederação dos Centros Culturais da Juventude, cuja presidência mais tarde seria ocupada por GRD, que então tinha ótimo relacionamento com Plínio Salgado e estava em permanente contato com os jovens. A Confederação dos Centros Culturais da Juventude, de que nasceria o denominado Movimento Águia Branca, elegeria Plínio Salgado seu Presidente de Honra, e reuniria milhares de jovens distribuídos em centenas de núcleos espalhados por todo o País.

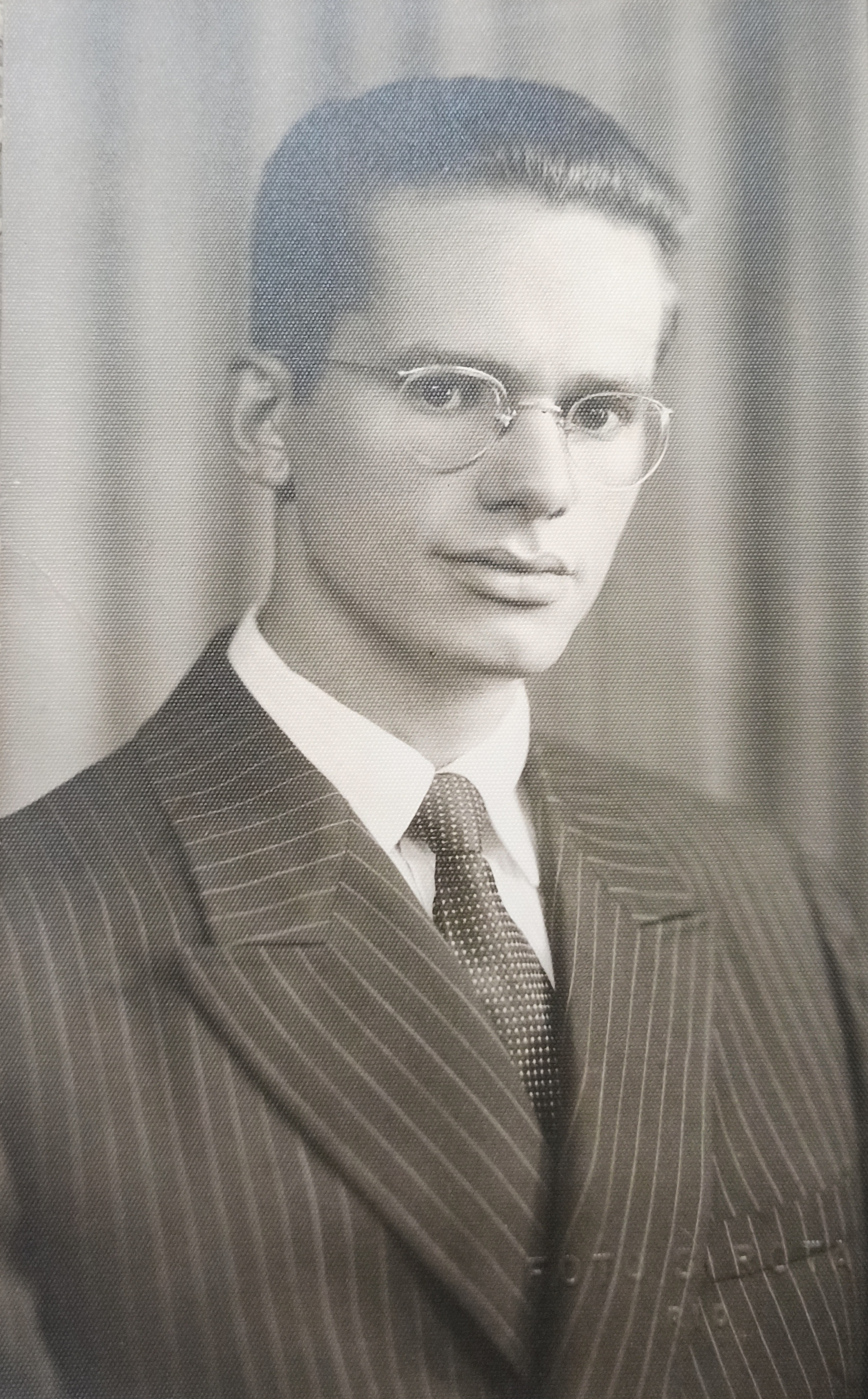
Gumercindo Rocha Dorea em 1954.

Como editor, Dorea demonstrou interesse em religião e preocupação com a Guerra Fria e a ameaça nuclear. Suas posições católicas influenciaram suas decisões editoriais e suas posições políticas pessoais, o que o tornava impopular nos círculos literários durante o clima politicamente polarizado dos anos 1970.
Chamado de "quixotesco" por amigos e inimigos, Dorea descobriu escritores importantes para a segunda metade do século XX. Destes, se destacam especialmente os autores Rubem Fonseca, Nélida Piñon (que veio a ser presidente da Academia Brasileira de Letras) e o premiado poeta Gerardo Melo Mourão. Sem o seu trabalho no início dos anos 1960, a primeira onda da ficção científica brasileira, um período de grande referência na história do gênero no Brasil, seria muito diferente ou poderia não ter acontecido.
Entre as várias honrarias que recebeu, estão um prêmio especial entregue na Fantasticon 2011, uma convenção de fãs, e foi eleito "Personalidade do Ano" pelos editores do Anuário Brasileiro de Literatura Fantástica 2011.
Em 7 de dezembro de 2017, através de iniciativa do Vereador Carlos Jordy, recebeu moção de aplausos na Câmara Municipal de Niterói, Estado do Rio de Janeiro, pelo trabalho realizado na divulgação e valorização de novos autores, além da popularização da literatura voltada para ficção científica.
Entre os anos de 2010 e 2020 exerceu o cargo de Vice-Presidente da Frente Integralista Brasileira, Instituição que passou a ser Presidente de Honra a partir de 2020.

## Edições GRD
No ano de 1956, com a publicação da Filosofia da linguagem, de Herbert Parentes Fortes, fundou as Edições GRD, que teriam seu apogeu na década de 1960 e renovariam toda a Literatura brasileira, lançando autores hoje consagrados como Nélida Piñon, Rubem Fonseca, José Alcides Pinto, Astrid Cabral, Fausto Cunha, Maria Alice Barroso, André Carneiro, Ronaldo Moreira, Geraldo França de Lima e, no romance, com a obra O valete de espadas, Gerardo Mello Mourão, que também publicou diversos livros de poesias pela GRD.

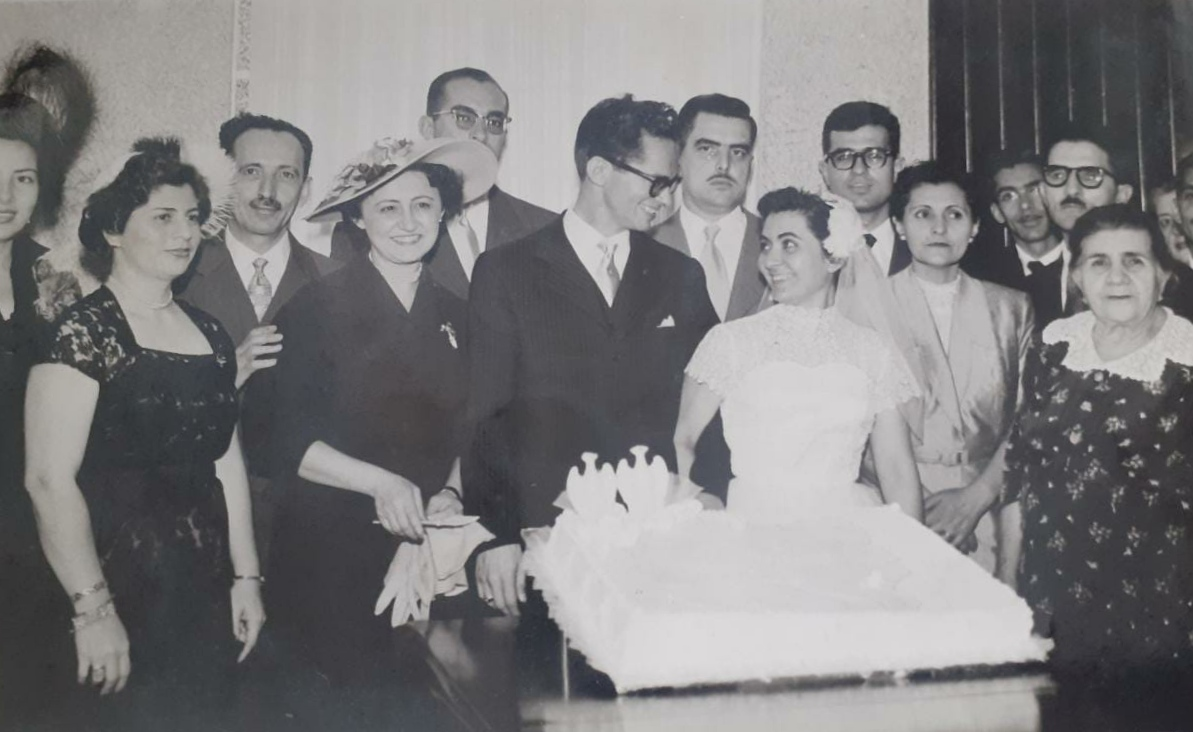
Casamento de Gumercindo Rocha Dorea e Augusta Rocha Dorea, em 1954. O bolo era um mapa do Brasil. Plínio Salgado e esposa como padrinhos.

Quando da fundação das Edições GRD, Gumercindo Rocha Dorea já estava casado com Augusta Garcia Rocha Dorea. Esta, falecida em 2005, é autora das obras O romance de Plínio Salgado (1956, com segunda edição publicada em 1978 sob o título O romance modernista de Plínio Salgado), Aclimação (publicada pela Secretaria de Cultura do Município de São Paulo em 1982, fazendo parte da série História dos bairros de São Paulo) e Plínio Salgado, um apóstolo brasileiro em terras de Portugal e Espanha (1999), esta última agraciada com o Prêmio Clio da Academia Paulistana de História em 2000, além de organizadora da obra O pensamento revolucionário de Plínio Salgado, antologia do pensamento do autor da Vida de Jesus, de quem, aliás, GRD publicou diversas obras, bem como a biografia escrita pela filha do escritor e pensador patrício, Maria Amélia Salgado Loureiro, intitulada Plínio Salgado, meu pai.
GRD editou, em 1958, a obra Além do Planeta Silenciosos, de C. S. Lewis, primeiro dos muitos livros estrangeiros de ficção científica que publicou, e, em 1960, a obra Eles herdarão a terra, de Dinah Silveira de Queiroz, primeira das também muitas obras de ficção científica de autores brasileiros dadas à estampa por ele. Em 1961, publicou a primeira Antologia Brasileira de Ficção Científica, com trabalhos de Diná Silveira de Queirós, Antônio Olinto, Rachel de Queiroz e Fausto Cunha, dentre outros. Diz o verbete sobre Gumercindo Rocha Dorea na SFE (Science Fiction Encyclopedia), de Londres, é o infatigável editor baiano “considerado o mais importante na história da ficção científica brasileira”, tendo sido “em larga medida responsável pela Primeira Onda da Ficção Científica Brasileira (1958-1972)”, que sem ele “poderia talvez nem ter ocorrido”.

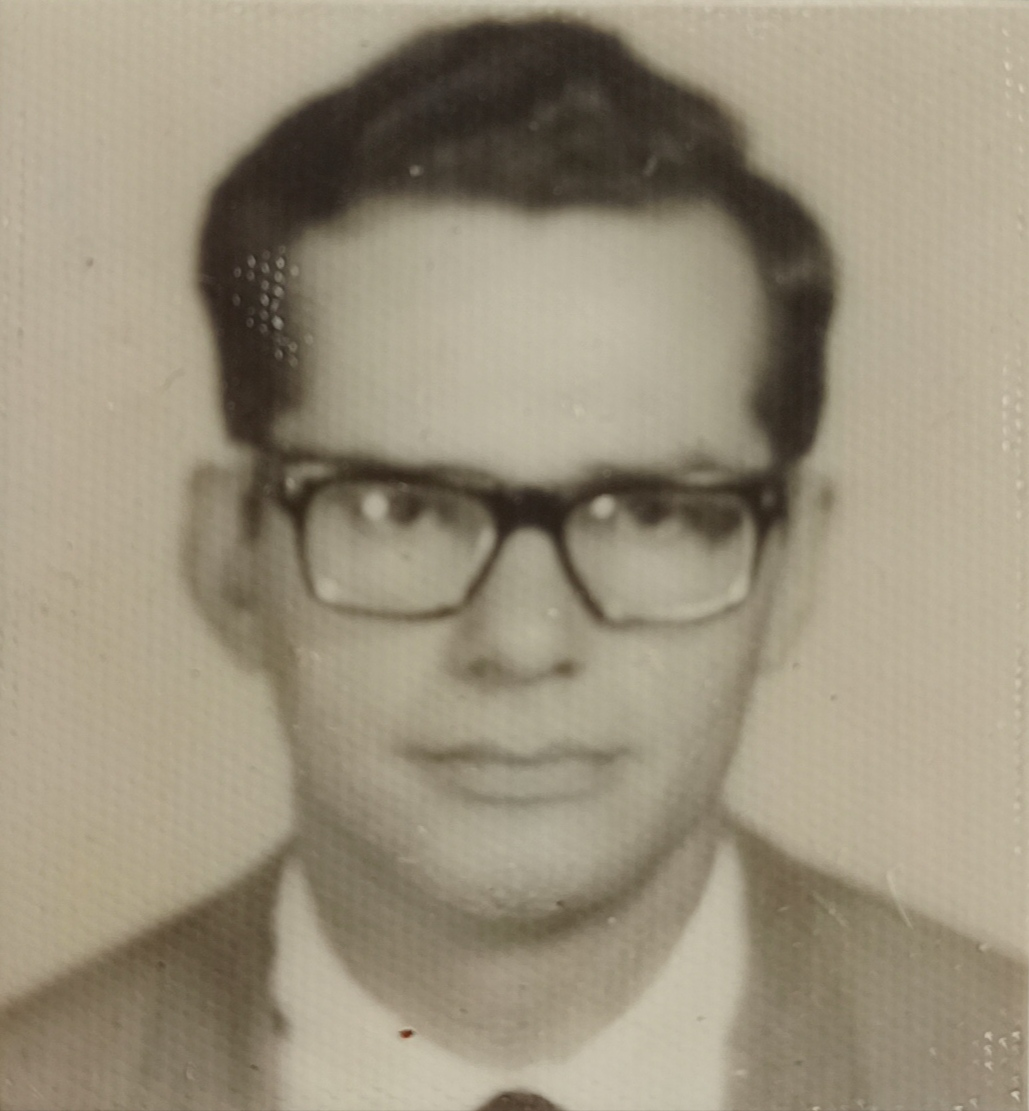
Gumercindo Rocha Dorea em 1956

Seu segundo lançamento foi da grande autora brasileira Diná Silveira de Queirós, uma coletânea intitulada “Eles herdarão a Terra” (col 1960). A partir de então, a Ficção Científica GRD tentaria alternar traduções com obras de escritores locais - algo inédito na época, pois nenhum programa de publicação sistemática de escritores brasileiros de ficção científica jamais existira antes.
Através de Queiroz, Dorea entrou em contato com o crítico literário Fausto Cunha e publicou sua coleção de estórias As noites marcianas (col. 1960) - obviamente influenciada por Ray Bradbury, autor de ficção científica dos Estados Unidos, da época com a mais alta reputação entre os brasileiros. Dorea passou a editar a Antologia Brasileira de Ficção Científica (ant 1961), a primeira do gênero (com autores brasileiros apenas) e Histórias do Acontála (ant 1961), com reportagens de André Carneiro, Cunha, Queiroz, Jerônymo Monteiro (que escrevia desde a década de 1930), Rubens Teixeira Scavone (que escreveu seu romance de estreia em 1958), e escritores populares que manifestaram interesse por ficção científica como Antonio Olinto (que se tornou membro da Academia Brasileira de Letras), sua esposa Zora Seljan, Clóvis Garcia, Lúcia Benedetti, Álvaro Malheiros, Leão Eliachar, Rachel de Queiroz (que seria a primeira mulher a pertencer à Academia Brasileira Letras em 1977) e Ruy Jugmann.
O mesmo padrão - autores pioneiros e escritores convencionais se aventurando na ficção científica - seria a norma para a GRD. Dorea publicaria nos anos seguintes: O diálogo dos mundos de Scavone (col 1961); O romance de Monteiro, Fuga para parte alguma (1961), chamado de marco por Fausto Cunha; A testemunha do tempo, de Guido Wilmar Sassi (col 1963) e O 3º planeta, de Levy Menezes (col 1965), uma coleção de histórias de destaque. Todos esses autores formaram o "GRD Generation", termo cunhado por Fausto Cunha em seu ensaio A ficção científica no Brasil (em No mundo da ficção científica). ["Novos Mundos da Ficção Científica"] anth? 1977).
Entre as obras traduzidas estavam The Moon, de Robert A Heinlein, Uma Dura Senhora (dezembro de 1965 a abril de 1966, 1966), Clifford D Simak's City (Johnnynd's Re-Birth, 1955; rev The Chrysalids 1955), Um Caso de Consciência de James Blish (parte 1 de setembro de 1953, Se; 1958) e The Black Cloud (1957), de Fred Hoyle - uma seleção primordial que influenciou leitores e editores também nas décadas seguintes.

Estes livros eram relativamente pequenos em tamanho - 13 x 18 cm - e em 1963 Dorea lançou uma nova coleção, Ficção Científica Gigante, em 14 x 21 cm. O primeiro título foi Um Cântico para Leibowitz, de Walter M Miller Jr (abril de 1955 a fevereiro de 1957), seguido de We (1924), de Yevgeny Zamiatin, The Sirens of Titan (1959), de Kurt Vonnegut Jr., Arthur C Clarke. A Cidade e as Estrelas (1956), e As Luzes no Céu São Estrelas (1953; vt Project Jupiter 1954), de Fredric Brown. Nenhum brasileiro apareceu na linha Gigante. A partir dessas coleções Dorea também publicou pela primeira vez no Brasil Ray Bradbury com The October Country (col 1955) em dois volumes, HP Lovecraft com The Dunwich Horror e Outros (col 1963), e mais tarde George R. Stewart com Earth Abides (1949).
A mudança do panorama cultural e político provocada pela ditadura militar (1964-1985) mudou o foco de Dorea e suas publicações de ficção científica. A elite anglo-americana dos anos 50, que ele favoreceu, foi substituída nas livrarias por livros de aventura envolvendo ficção científica importados da França, Alemanha (Perry Rhodan) e Espanha (como pseudo-traduções). Por outro lado, Distópico e Utópico apareceram em primeiro plano quando os principais escritores locais se concentraram em criticar o regime — uma tendência cujo melhor exemplo é talvez Não verás país nenhum de Ignácio Loyola Brandão (1982, trad.). Nesse novo contexto, os autores da geração de GRD, e a próprio ficção científica, foram empurrados para segundo plano.
Dorea fez um retorno com a Ficção Científica GRD Nova Série em 1987. Ele logo publicou Enquanto houver há Natal... (ant 1989), sua quinta antologia, reunindo pela primeira vez Autores da Geração GRD (Dinah Silveira de Queiroz, Álvaro Malheiros) e Segunda Onda (1981 até o presente, com Ivan Carlos Regina, José dos Santos Fernandes, Marien Calixte, Jorge Luiz Calife). Em 1993 publicou outra antologia, Tríplice Universo, com reportagens de Roberto Schima, Cid Fernández e Roberto de Sousa Causo (vencedores do primeiro curta nacional de ficção científica).
Gumercindo Rocha Dorea foi, ademais, depois da Editora Biblioteca do Exército, o principal editor, no País, de obras sobre geopolítica e voltadas à segurança nacional. A publicação, em 1986, do livro Heráldica, de Luiz Marques Poliano, lhe conferiu o título de primeiro editor, no Brasil, a publicar uma obra de vulto dedicada aos estudos heráldicos. GRD também foi um dos mais destacados editores em matéria de publicações filosóficas e históricas, bem como referentes à Monarquia e ao Império do Brasil, e o mais destacado na publicação de obras integralistas ou referentes ao Integralismo, havendo sido, aliás, o idealizador e principal realizador da Enciclopédia do Integralismo, que conta com doze volumes publicados entre fins da década de 1950 e princípios da década de 1960.
GRD dirigiu o Instituto Nacional de Imigração e Colonização (INIC), entre os anos de 1961 e 1963, e ocupou, entre 1964 e 1967, o cargo de Diretor da Superintendência de Turismo da Cidade de Salvador. Dirigiu, durante algum tempo, a revista Convivium, da Convívio – Sociedade Brasileira de Cultura, que tinha sede em São Paulo, cidade em que residiu, salvo por breves períodos, desde 1972. Foi coordenador editorial da Biblioteca do Pensamento Brasileiro, publicada pela Convívio, bem como do Centro Editorial das Faculdades Integradas de Guarulhos e da Editora Voz do Oeste, fundada por Carmela Patti Salgado, viúva de Plínio Salgado, e da Editora Universitária Champagnat, da Pontifícia Universidade Católica do Paraná.
Ao lançar, pela primeira vez no Brasil, sob o título de A dignidade do Homem, famosa obra de Pico della Mirandola, recebeu GRD as seguintes palavras de Gilberto de Mello Kujawski, na obra O signo de sagitário: "Por incrível que pareça, o texto não interessou a nenhuma grande editora. Foi preciso que um pequeno editor, GRD, dos menos abonados, ao mesmo tempo que dos mais dispostos e vocacionados à difusão da cultura, fizesse de lançar em português a obra-prima".
Em 30 de agosto 1986, o escritor e jornalista Oswaldo de Camargo publicou, no Jornal da Tarde, de São Paulo, uma longa matéria sobre os trinta anos das Edições GRD, comemorados naquele ano.
Em 2002 foi lançada a obra Ora, direis... Ouvir “orelhas” que falam de livros, homens e ideias, com prefácio do escritor e historiador Hernâni Donato, reunindo diversos dos significativos textos escritos por GRD nas “orelhas” dos títulos por ele editados desde o início de sua carreira editorial até então. Em tal obra, temos, no dizer de Hernâni Donato, “um GRD crítico, um espirituoso cronista, um ponderado historiógrafo, o cidadão GRD motivado por valores sociais e a responsabilidade do intelectual, um GRD dono de impulsos poéticos”. E, como ressaltou Odilon Nogueira de Matos em artigo publicado no jornal A Federação, de Itu (SP), a 11 de janeiro de 2003, Hernâni Donato, “admitindo que nunca se fez coisa igual – um livro construído de orelhas – reconhece (...) que só um Gumercindo Rocha Dorea poderia produzir obra semelhante, literariamente correta, extremamente correta, extremamente perfeita e significativa”.
Em 2007, o Clube de Leitores de Ficção Científica, importante instituição literária de São Paulo, dedicou o centésimo número de seu fanzine Somnium a Gumercindo Rocha Dorea e a seu trabalho editorial no campo da ficção científica.
Após muitos anos em que sua atuação editorial sofreu o boicote dos noticiaristas em virtude de sua posição filosófico-política, GRD, “o mais injustiçado dos editores”, na expressão de Antônio Olinto, teve o contentamento de ver, em outubro de 2010, seu nome estampado na hoje extinta revista Bravo!, da Capital Paulista, que reconheceu sua importância como editor. No ano anterior, no prefácio de Os prisioneiros, primeira obra de Rubem Fonseca, originalmente publicada por GRD e então relançada pela Agir, Sérgio Augusto reconheceu o papel do editor baiano como descobridor do consagrado contista e romancista brasileiro.
A 8 de abril 2011, Gumercindo Rocha Dorea foi agraciado com a Comenda da Cruz da Ordem do Mérito Cívico e Cultural, outorgada pela Sociedade Brasileira de Heráldica e Medalhística e oficializada pelo Governo da República Federativa do Brasil, em cerimônia realizada no Circolo Italiano de São Paulo. No mesmo ano, foi ele homenageado na Fantasticon 2011, simpósio de literatura fantástica realizado em São Paulo, tendo sido novamente homenageado no Anuário brasileiro de literatura fantástica 2011, de Cesar Silva e Marcello Simão Branco, publicado no ano seguinte.
Em 4 de agosto de 2013, data de seu octogésimo nono aniversário, teve Gumercindo Rocha Dorea a grata surpresa de se ver lembrado como o primeiro editor de Rubem Fonseca, no artigo Os pensamentos imperfeitos de um selvagem, de Alvaro Costa e Silva, publicado na Folha de S. Paulo.[7]

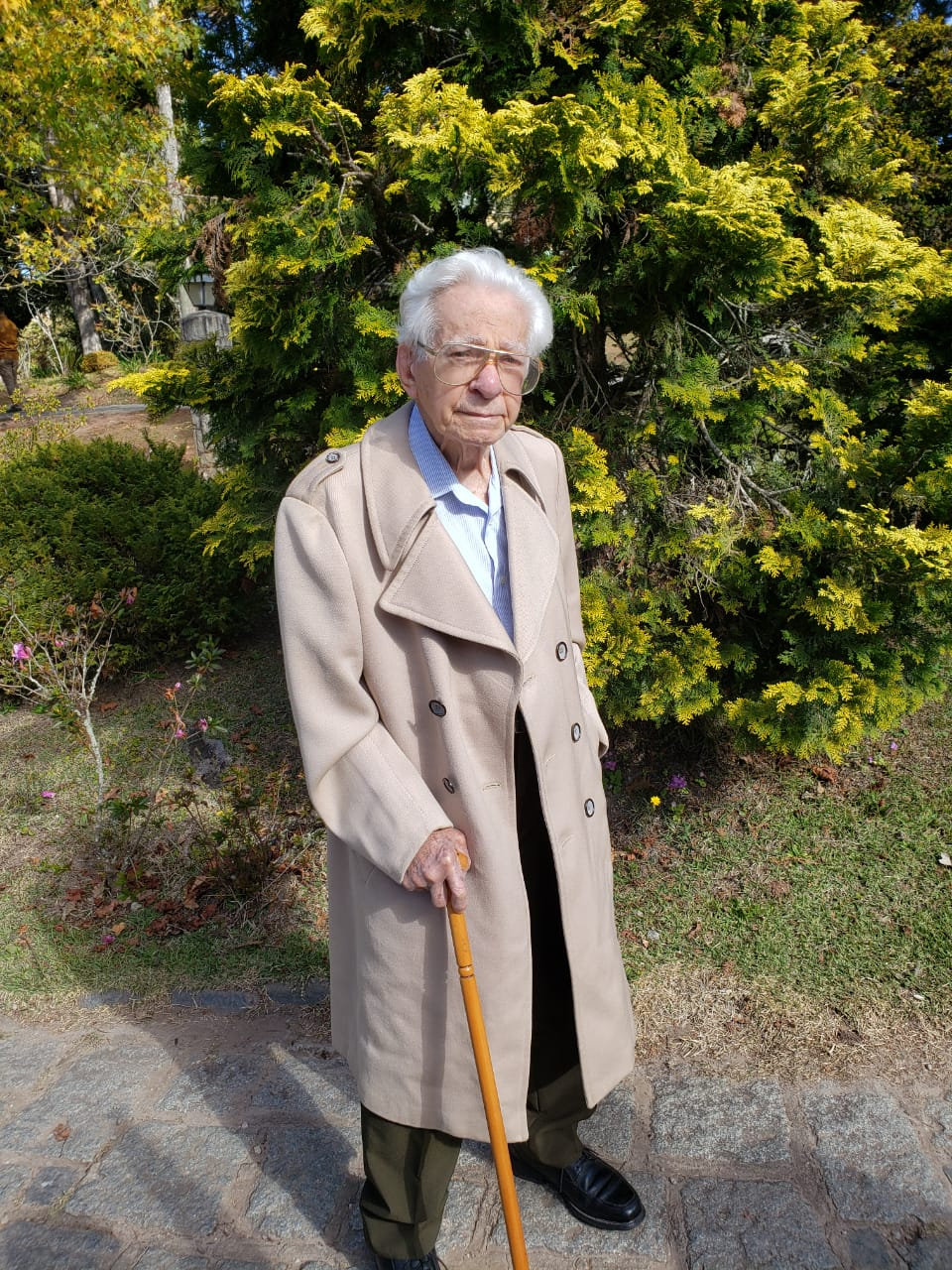
Gumercindo Rocha Dorea em Campos do Jordão, foto de 2019.

Em 16 de agosto deste ano de 2014, o Clube de Leitores de Ficção Científica ofereceu um almoço em homenagem a GRD, pelos seus noventa anos, no tradicional restaurante italiano O gato que ri, na Capital Paulista, e os noventa anos do decano dos editores patrícios foram, ainda, lembrados pelo editor maranhense José Lorêdo Filho, da editora Livraria Resistência Cultural, de São Luís, que homenageou GRD no livro Poesia completa, de Ives Gandra Martins.
Fausto, de Renato Almeida, é, sem dúvida alguma, uma das mais notáveis obras da pequena grande biblioteca filosófica GRD, que conta com obras como as seguintes: Sobre a diferença entre a palavra divina e a humana, de Santo Tomás de Aquino, traduzida por Luiz Jean Lauand; a Antologia de Farias Brito, organizada por Gina Magnavita Galeffi; O poema, de Parmênides, em tradução de Gerardo Mello Mourão; Santo Tomás de Aquino, hoje, de Luiz Jean Lauand; Filosofias da hora e filosofia perene, do Monsenhor Emílio Silva de Castro; Nietzsche e o Cristianismo, de Belkiss Silveira Barbuy; Em busca do ser, de Manoel Joaquim de Carvalho Júnior; O século da máquina e a permanência do homem, de Euro Brandão; Max Scheler e a ética cristã, de Karol Woytila, em tradução de Diva Toledo Pisa; Bibliografia filosófica, de Antonio Paim; Variações, de Miguel Reale; Correspondência de um ângulo a outro, de Gerschenson e Ivanov, em tradução de Diva Toledo Pisa, e Viver é perigoso e O signo de sagitário, de Gilberto de Mello Kujawski.
A biblioteca poética das Edições GRD, por seu turno, conta, dentre muitas outras, com obras como as seguintes: Os escravos e Espumas flutuantes, de Castro Alves; Três pavanas, O país dos Mourões e Peripécia de Gerardo, de Gerardo Mello Mourão; Com amor e devoção, de Alfredo Leite, e Puro Canto (poesias completas), Cantos do campo de batalha e Poemas (antologia organizada por Ildásio Tavares), de Tasso da Silveira.

## Morte
Gumercindo morreu em 21 de fevereiro de 2021, aos 96 anos, em decorrência de complicações do tratamento de um câncer. O velório e sepultamento foi no Memorial Parque Paulista, na cidade de Embu das Artes.